# We'll Live and Die in These Towns (сингл)
We'll Live and Die in These Towns — сингл британського рок-гурту The Enemy з їх дебютного альбому We'll Live and Die in These Towns. Сингл вийшов у 2007 році і посів 21 місце у чарті UK Singles Chart.

## Відеокліп
У березні 2008 року було знято відео до пісні компанією WMG. На відео показано, як троє учасників гурту ввечері їдуть у автомобілі і дивляться у вікна на своє місто. У пісні співається про рідне місто, де народились музиканти, і яке, попри усі недоліки все ж залишиться рідним назавжди.